# 197200 Johnmclaughlin
197200 Johnmclaughlin è un asteroide della fascia principale esterna. Scoperto nel 2003, presenta un'orbita caratterizzata da un semiasse maggiore pari a 3,072763 UA e da un'eccentricità di 0,139418, inclinata di 8,379744° rispetto all'eclittica.
È dedicato a John McLaughlin, chitarrista inglese.